# Saint-Pierre (Jura)
Saint-Pierre település Franciaországban, Jura megyében. Lakosainak száma 362 fő (2022. január 1.). Saint-Pierre La Chaumusse, La Chaux-du-Dombief, Saint-Laurent-en-Grandvaux, Saint-Maurice-Crillat és Grande-Rivière Château községekkel határos.

## Népesség
A település népessége az elmúlt években az alábbi módon változott:
| Lakosok száma | 163  | 204  | 239  | 326  | 326  | 341  | 342  | 359  | 368  | 362  |
|               | 1968 | 1982 | 1990 | 2006 | 2013 | 2015 | 2017 | 2019 | 2020 | 2022 |